# Tuomas Holopainen
Tuomas Lauri Johannes Holopainen, född 25 december 1976 i Kides, Finland, är en finländsk musiker. Han spelar keyboard i det finska symphonic metalbandet Nightwish, samt skriver alla sångtexterna och den mesta musiken. Han har också spelat i banden Nattvindens Gråt och Darkwoods My Betrothed. Han har även spelat i Timo Rautiainens band.

## Joakim von Anka
Holopainen har gjort ett album med musik inspirerat av Don Rosas serieepos Farbror Joakims liv. Albumet släpptes den 11 april 2014 och heter Music Inspired by The Life And Times Of Scrooge. Den första singeln från albumet heter A Lifetime Of Adventure och släpptes den 7 februari 2014. Albumet kommer också att innehålla omslag och booklet med bilder på Joakim von Anka tecknade av Don Rosa. Singelns omslag är också tecknat Don Rosa, som även medverkar i musikvideon till singeln.

## Fotnoter
1. ↑  Gemeinsame Normdatei, läst: 29 april 2014.[källa från Wikidata]